# Castell de Palautordera
El Castell de Palautordera fou una construcció al municipi de Santa Maria de Palautordera (Vallès Oriental) declarat bé cultural d'interès nacional. La torre que resta de l'antic castell de Palautordera està adossada a l'actual església parroquial del municipi, a l'entrada del poble, i li fa de campanar. És una torre de planta circular de considerable alçada. La part superior fou sobrealçada posteriorment amb dos pisos hexagonals amb una finestra d'arc de mig punt de cada cara del cos superior. La torre està coronada amb una coberta piramidal amb merlets esglaonats. La part rodona té un parament fet amb palets de riera i la part superior és de carreus ben tallats.
Hi ha escasses dades del castell de Palautordera. Les primeres referències són del 908 i el 996, en uns documents on s'esmenta la villa Vitaminea que vocant Palacio. L'any 1045 es torna a esmentar de la mateixa manera. L'actual església parroquial es va edificar sobre l'antic castell, al segle xvi, fent servir la torre de campanar.